# Martha Jones
Martha Jones est un personnage fictif de la série de science-fiction britannique Doctor Who et de son spin-off Torchwood, interprétée par Freema Agyeman. Elle fait sa première apparition dans le premier épisode de la troisième saison, La Loi des Judoons. Étudiante en médecine, elle rencontre le Docteur lors d'un incident à l'hôpital et accepte ensuite de l'accompagner dans ses voyages.

## Histoire du personnage

### La Prophétie de Noël, 2epartie (2010)
Tout comme ceux de Rose, les proches de Martha sont présentés dans la série : sa mère Francine (interprétée par Adjoa Andoh), son père Clive (Trevor Laird), sa sœur Tish (Gugu Mbatha-Raw) et son frère Leo. Cependant, pour Freema Agyeman, Martha est « très indépendante », vivant seule et ayant presque obtenu son diplôme en médecine.
Martha fait la connaissance du Docteur au Royal Hope Hospital, où elle travaille, alors que lui-même enquête sur d'étranges anomalies. Elle semble éprouver pour le Docteur des sentiments amoureux qu'il ne remarque ou ne partage pas. Martha, à partir du 4e épisode, comprend qu'elle est un compagnon de substitution après Rose.
Au bout d'un an, Martha comprend que l'amour qu'elle éprouve pour le Docteur ne sera jamais partagé et décide de repartir sur Terre. Elle obtient son diplôme de médecine et est engagée par UNIT. Elle fait aussi quelque temps partie de l'équipe de Torchwood. Plus tard, elle prend le nom de famille Smith-Jones après avoir épousé l'ancien petit ami de Rose Tyler, Mickey Smith.

### Webisode "Farewell Sarah Jane" (2020)
Au cours du webisode "Farewell Sarah Jane" diffusé en Avril 2020, Martha est présente aux funérailles de Sarah Jane avec son époux Mickey ainsi que leur fils August Smith.

## Casting et réception

### Casting
À la suite du départ de Billie Piper (Rose Tyler), annoncé le 15 juin 2006, l'équipe de production de Doctor Who s'est mise à chercher une nouvelle compagne pour le Docteur. Le 5 juillet 2006, presque un mois plus tard, l'identité de l'interprète de la nouvelle compagne du Docteur est révélée : il s'agit de Freema Agyeman, qui jouera Martha Jones. Cette dernière avait néanmoins déjà joué dans la série, dans l'épisode L'Armée des Ombres. Pour expliquer cette apparition, il sera expliqué dans La Loi des Judoons qu'il s'agissait d'Adeola Oshodi, sa cousine, qui a péri.

### Réception
Dès l'annonce de l'identité de la nouvelle compagne du Docteur, les journaux l'ont décrite comme la première compagne appartenant à une minorité ethnique au bout de 43 ans d'existence de Doctor Who, ou comme la « première assistante noire ».

## Mentions ultérieures
Dans Le Choix de Donna (2008), un univers parallèle sans le Docteur se crée autour de Donna Noble, sa compagne. Les événements ayant conduit à la rencontre du Docteur et Martha sont donc altérés dans cette version de la réalité, et on apprend que Martha est morte asphyxiée dans l'hôpital Royal Hope. Dans Le Jour du Docteur (2013), on peut voir un tableau dans les archives secrètes de U.N.I.T. où figure une photo de Martha Jones, ainsi que des autres compagnons du Docteur. Lorsque le Docteur commence à se régénérer dans Le Docteur tombe (2017), il se souvient de ses compagnons, dont Martha.

## Apparitions du personnage

### Épisodes deDoctor Who
- 2007 : Saison 3 de Doctor Who
- 2008 : A.T.M.O.S., première partie
- 2008 : A.T.M.O.S., deuxième partie
- 2008 : La Fille du Docteur
- 2008 : La Terre Volée
- 2008 : La Fin du Voyage
- 2010 : La Prophétie de Noël (deuxième partie)

### Épisodes deTorchwood
- 2008 : Reset
- 2008 : Le Gant de la Résurrection
- 2008 : La Vie après la Mort